# Madonna di casa Pazzi
La Madonna di casa Pazzi è un affresco staccato (290x212 cm) di Andrea del Castagno, datato al 1443 e conservato alla Galleria degli Uffizi di Firenze. Precedentemente faceva parte della Collezione Contini-Bonacossi, che fu donata al museo fiorentino nel 1969.

## Storia
L'affresco proviene dall'altare della cappella al castello del Trebbio di Santa Brigida, frazione di Pontassieve, all'epoca posseduto da Andrea de' Pazzi. Venne staccato nel XIX secolo e il Salmi si lamentò che nello sguancio dell'arcata era stata lasciata "una ghirlanda di testine angeliche" che completava la composizione: evidenti sono infatti i danni nella parte superiore, soprattutto a destra.
L'opera viene collocata al 1443, appena dopo il rientro dell'artista a Firenze dopo il soggiorno a Venezia, come suggerisce l'analisi stilistica e anche la presenza dei due gemelli: a quella data infatti Andrea de' Pazzi aveva due figli gemelli all'incirca di quell'età, chiamati Niccolò e Oretta e nati nel 1437.
Spencer invece attribuisce l'opera a un assistente di Andrea del Castagno e la data al 1445 o oltre.

## Descrizione e stile
L'opera è una sacra conversazione, con la Madonna col Bambino su un trono circondata da due angeli, i santi Giovanni Battista e Girolamo e, alle estremità, due fanciulli maschio e femmina che portano rispettivamente un vaso di fiori e una ghirlanda.
Colpisce lo sfondo composto da un sontuoso drappo con arabeschi dorati, tenuto su da due angeli che volano quasi a testa in giù. La ricchezza di questo tipo di ornamentazione risale sicuramente all'ambiente veneziano, all'epoca ancora influenzato dalla tradizione bizantina.
Il volto della Vergine ricorda le opere dell'Angelico, soprattutto la pala di San Marco (1438-1439), con la quale ha alcuni elementi in comune, come il tappeto.
Nel medaglione sopra la Vergine doveva trovarsi una tavola o un bassorilievo, magari uno stemma, o una finestra.